# 민족자주연맹

대한민국의 시계열적 정당 지도

민족자주연맹(民族自主聯盟, National Independence Federation, NIF)은 1947년 12월 20일 김규식 등에 의해서 창당, 발족된 대한민국의 정당이다. 당의 강령은 독점자본주의도 아닌 무산계급독재사회도 아닌 제3의 길을 선택했다. 이후 분단을 막기 위한 남북협상을 공개적으로 제안했다.
좌우합작운동의 실패 후, 좌우합작에 참여하였던 인사들을 중심으로 1947년 12월에 결성되었으며, 당수로는 김규식을 선출하였다. 1948년 4월 남북협상에 참여하였다.
당수였던 김규식은 남북협상 참여 이후 1948년 5.10 단독 총선거에 불참하였으나 당원들에게는 참가를 권고했다. 또, 1950년 5월 10일의 제2대 국회의원 선거에도 당수 김규식 자신은 참여하지는 않았지만 당원들의 출마는 허락하였다. 1950년 제2대 국회의원 선거에서 1석을 확보하였다. 그러나 6.25 전쟁의 와중에 소멸되었다.

## 개요
1947년 10월 1일 창립발기회를 개최하고 공식 출범하였다.
1947년 12월 15일 좌우합작위원회가 해산되었다. 이후 12월 20일 서울특별자유시 천도교당에서 민족자주연맹 결성식이 있었다. 15개 정당과 사회단체 25개가 통합하여 결성되었다.
민족자주연맹은 "금일의 조선에는 독점자본주의사회도 무산계급사회도 건립될 수 없고, 오직 조선의 현실이 지시하는 조선적인 민주주의 사회의 건립만이 가능"하다고 선언하였다. 이어 남북통일 중앙정부의 조속 수립을 위하여 남북정치단체 대표자 회의를 개최할 것을 주장하였다.
민족자주연맹의 총재에는 김규식, 정치위원에는 홍명희, 원세훈, 이극로, 손두환, 윤기섭, 김성규, 김순애가 선임되었다. 민족자주연맹의 결성식에는 하지 미국 육군 중장, 윌리언 딘 군정장관, 브라운 미육군 소장, 헬믹 미육군소장, 장건상, 조병옥, 장택상 등이 축사를 하였는데, 장건상을 제외하고는 모두 미군정의 핵심인물들이었다. 또한 남조선노동당의 당수 박헌영, 민족주의독립전선 측의 조봉암도 사람을 보내 개회사 직전에 참여하여 내빈축사를 낭독하고 돌아갔다.
미군정 수뇌들은 민족자주연맹 결성식에 참석하여 축사를 함으로써, 이 당시 이승만에게 보낸 반응과 대조적으로 김규식에 대한 지지를 표명하였지만, 그러나 미군정측이 남북지도자회의를 지지한 것은 아니었다. 이 점에서 개인 김규식에 대해서 보인 호의와는 무관하게, 민자련은 미군정, 미국과 대립되지 않을 수 없었다.
김규식을 정점으로 한 민족자주연맹은 미군정의 지원을 받고 있었지만, 원칙적으로 미소 양군의 철퇴를 지지하여 미국측 입장과는 차이를 보였다. 또한 민족자주연맹은 자주국가 건설 방안으로 남북요인회의를 열 것을 주장하였다. 민자연은 창립 발기회를 중앙청 제1회의실에서 가졌으며, 결성식 때에도 미군정 고위 인사들이 참여하였다.
당수였던 김규식은 남북협상 참여 이후 1948년 5.10 단독 총선거에 불참하였으나 당원들에게는 참가해도 좋다고 선언하였다. 1950년 5월 10일의 제2대 국회의원 총선거에도 당수 김규식 자신은 불반대 불참가 성명을 발표하였으나, 당원들의 출마는 허락하였다. 1950년 제2대 국회의원 총선거에서 1석을 확보하였다. 그러나 6.25 전쟁의 와중에 소멸되었다.

## 참조
1. 1 2 3  서중석, 《한국현대민족운동연구》 (역사비평사, 1992) 590페이지
2. 1 2 3 4  서중석, 《한국현대민족운동연구》 (역사비평사, 1992) 593페이지

## 같이 보기
- 김규식
- 원세훈
- 여운홍
- 김구
- 남북협상
- 좌우합작운동